# رود ناروس
رود ناروس (به لاتین: Naruse River) یک رود در ژاپن است که در استان میاگی واقع شده‌است.